# Adolf, Mare Duce de Luxemburg
Adolf I, Mare Duce de Luxembourg (Adolph/Adolf Wilhelm August Karl Friedrich of Nassau-Weilburg), (n. 24 iulie 1817, Wiesbaden-Biebrich, Ducatul Nassau, Germania – d. 17 noiembrie 1905, Lenggries, Regatul Bavariei, Germania) a fost ultimul Duce de Nassau și al patrulea Mare Duce de Luxemburg.

## Biografie

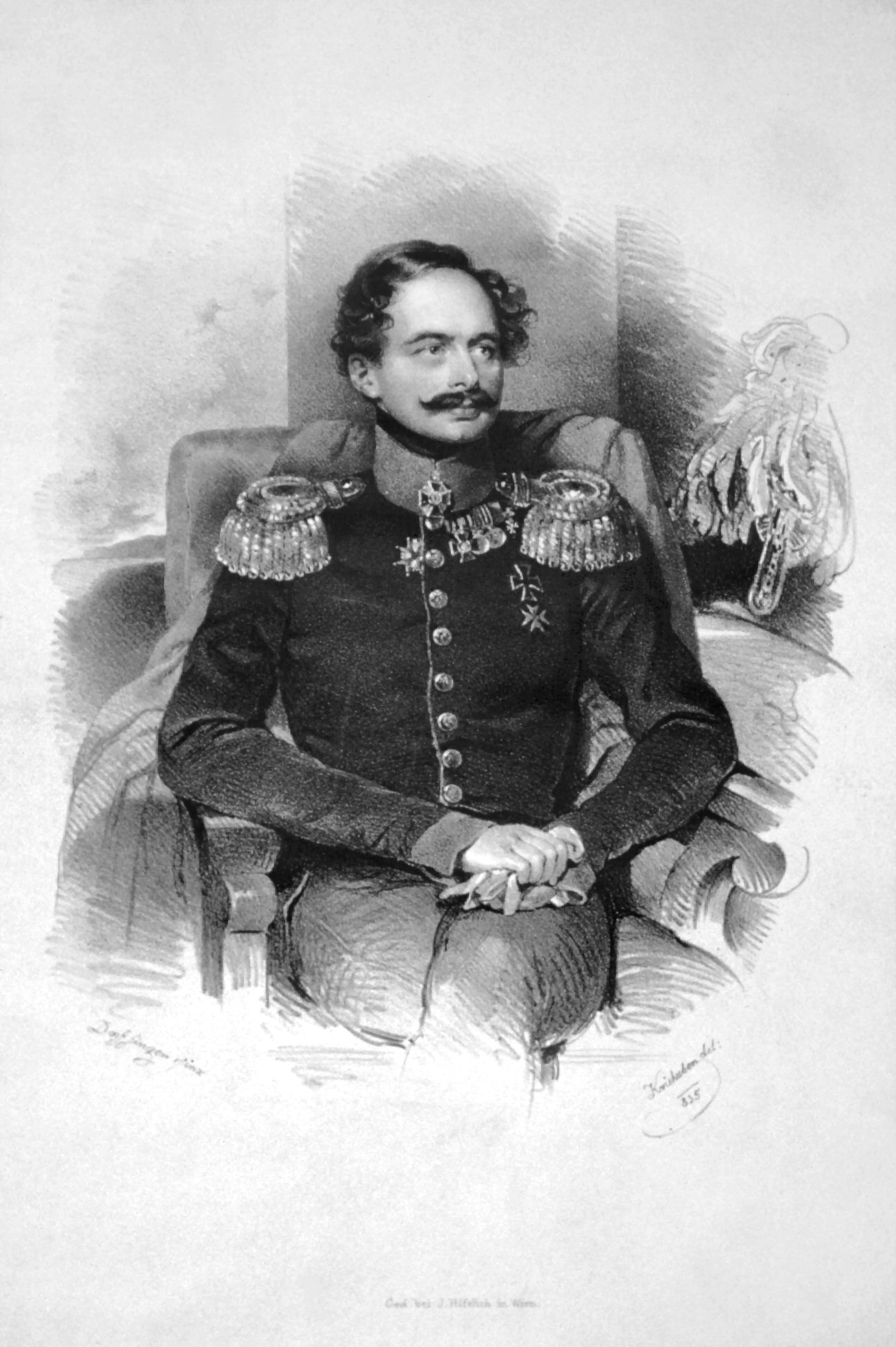
Adolph von Nassau-Weilburg, litografie de von Josef Kriehuber, 1835

A fost fiul lui Wilhelm, Duce de Nassau (1792–1839) și a primei lui soții, Prințesa Louise de Saxa-Hildburghausen. Sora vitregă a lui Adolphe, Sofia de Nassau, s-a căsătorit cu regele Oscar al II-lea al Suediei.
Adolf a devenit Duce de Nassau la 20 august/30 august 1839, după decesul tatălui său. A susținut imperiul austriac în războiul austro-prusac din 1866. După înfrângerea Austriei, Nassau a fost anexată Prusiei iar el și-a pierdut tronul la 20 septembrie 1866.
În 1879, nepoata lui Adolf, Emma de Waldeck și Pyrmont, fiica unei alte surori vitrege a lui Adolf, s-a căsătorit cu ruda sa îndepărtată, regele Wilhelm al III-lea al Olandei. În 1890, singura lor fiică, Wilhelmina i-a succedat la tronul Țărilor de Jos după decesul tatălui ei însă a fost exclusă de la succesiunea Luxemburgului de Legea Salică. Marele Ducat de Luxemburg care a fost legat de Țara de Jos din 1815 a trecut rudelor îndepărtate ale familiei regale olandeze - detronatul Duce Adolf - la 23 noiembrie 1890 potrivit pactului familiei Nassau. Actualul Mare Duce de Luxemburg este descendent a lui Adolf. 
La 31 ianuarie 1844, Adolf s-a căsătorit la St. Petersburg cu Marea Ducesă Elisabeta Mihailovna a Rusiei, nepoată a împăratului Nicolae I al Rusiei. Elisabeta a murit la mai puțin de un an de la căsătorie, la naștere; avea 19 ani. 
La 23 aprilie 1851, el s-a recăsătorit la Dessau cu Prințesa Adelheid-Marie de Anhalt-Dessau, fiica lui Friedrich, Prinț de Anhalt-Dessau. Împreună au avut cinci copii, dintre care doar doi au ajuns la vârsta de 18 ani și au devenit prinț și prințesă de Luxemburg:
- William al IV-lea, Mare Duce de Luxemburg (1852–1912)
- Prințul Friedrich Paul Wilhelm de Nassau (1854–1855)
- Prințesa Marie Bathildis de Nassau (1857–1857)
- Prințul Franz Joseph Wilhelm de Nassau (1859–1875)
- Prințesa Hilda Charlotte Wilhelmine (1864–1952), căsătorită cu Friedrich al II-lea, Mare Duce de Baden.

În 1892, Marele Duce Adolf i-a conferit titlul ereditar de Conte de Wisborg nepotului său suedez, Oscar, care și-a pierdut titlurile suedeze după ce s-a căsătorit fără apobarea tatălui său.